# Công viên lịch sử Sukhothai
Công viên lịch sử Sukhothai (tiếng Thái: อุทยานประวัติศาสตร์สุโขทัย) bao gồm những tàn tích của Sukhothai, kinh đô của Vương quốc Sukhothai vào thế kỷ 13 và 14, hiện nay thuộc phía Bắc Thái Lan. Công viên này nằm gần thành phố Sukhohthai, tỉnh lỵ của tỉnh Sukhothai. Thành có hình chữ nhật với chiều dài Đông-Tây 2 km và chiều dài Bắc-Nam 1,6 km. Mỗi phía tường thành có một cổng. Bên trong thành là di tích của cung điện hoàng gia và 26 đền, lớn nhất là Wat Mahathat. Công viên do Cục Mỹ thuật Thái Lan chịu trách nhiệm gìn giữ với sự trợ giúp của UNESCO, đây là di sản thế giới được UNESCO công nhận vào ngày 12 tháng 12 năm 1991 cùng với các công viên lịch sử: ở Kamphaengphet và Si Satchanalai.

## Hình ảnh

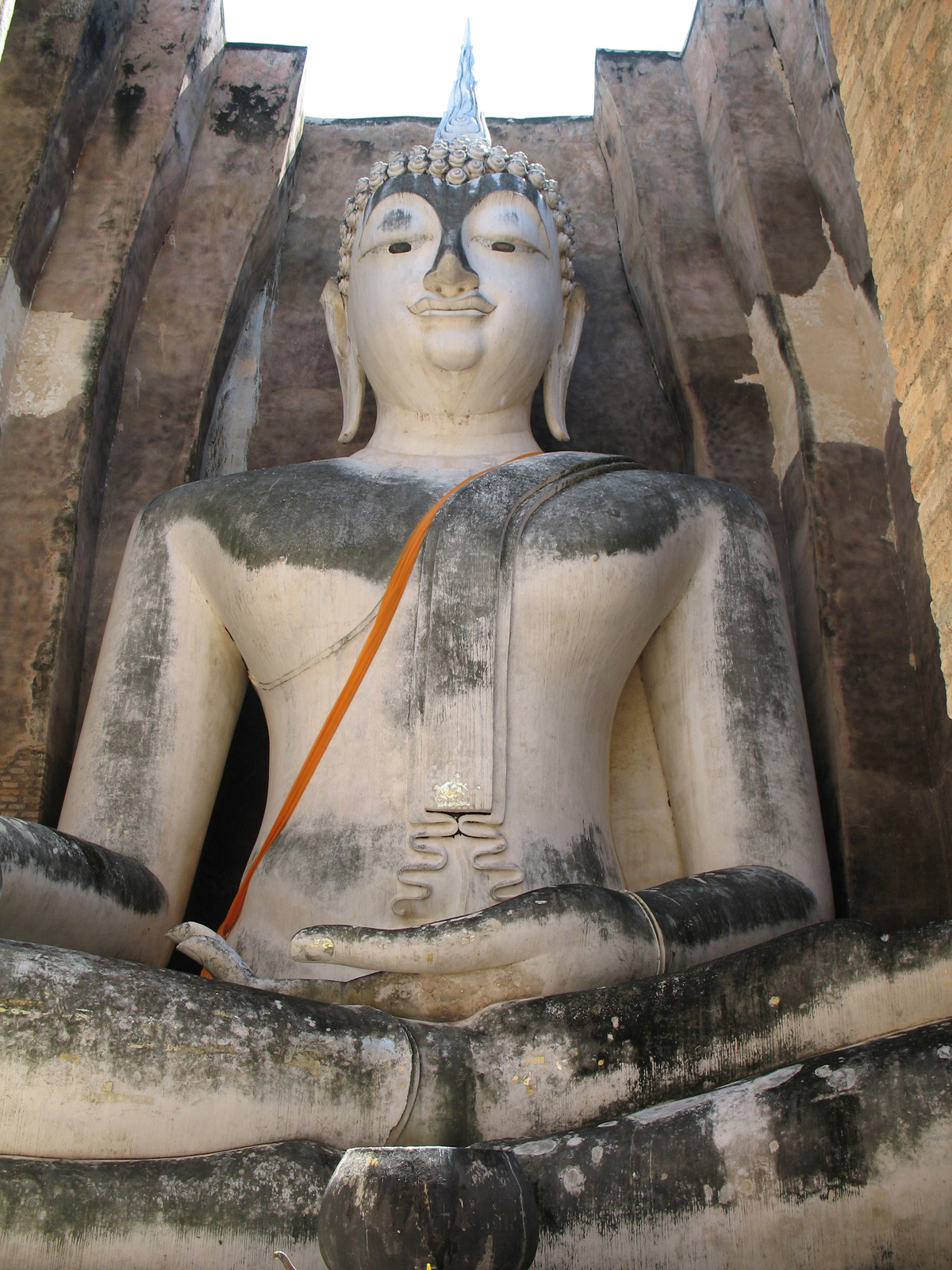
Phra Achana, Wat Si Chum
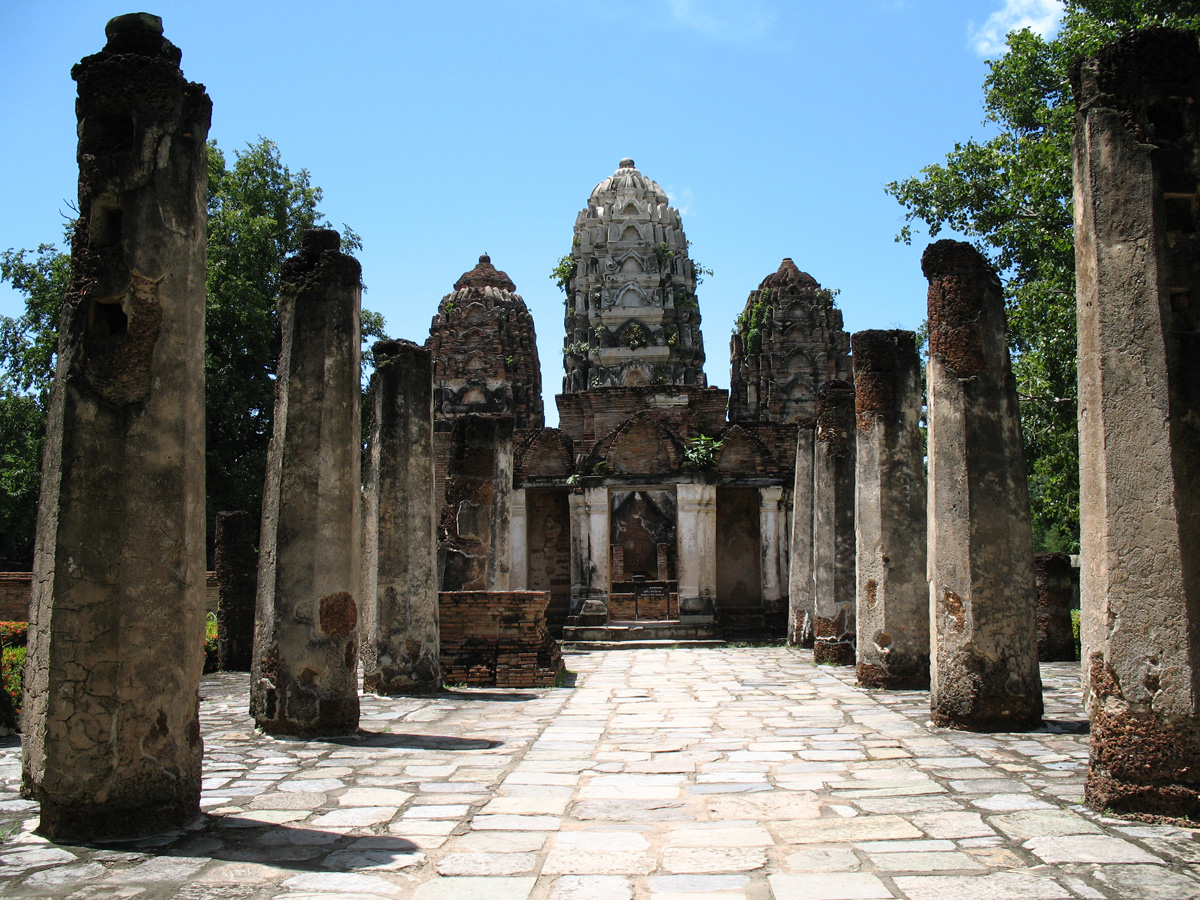
Wat Si Sawai
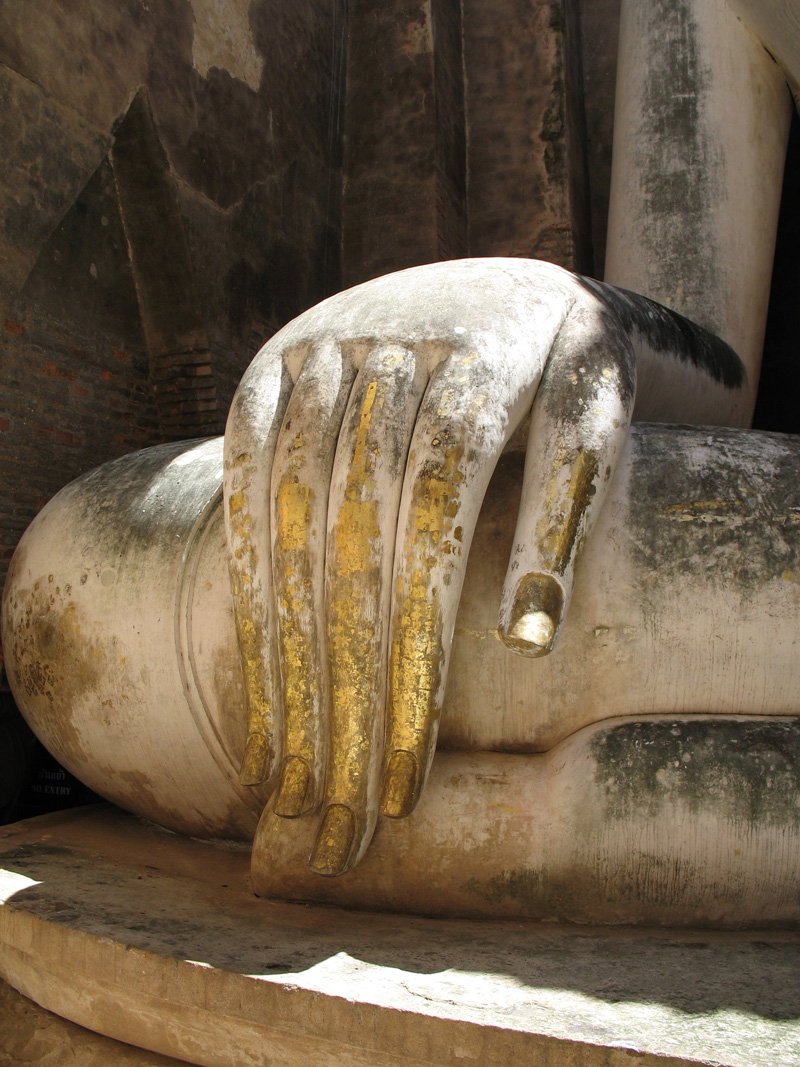
Bàn tay Phra Achana, Sukhothai